# Вулиця Шевченка (Мелітополь)
Вулиця Шевченка — вулиця в Мелітополі на Червоній Гірці. Йде від вулиці Олександра Довженка на північний захід і закінчується глухим кутом.

## Назва
Вулиця названа на честь українського поета Тараса Шевченка.

## Історія
Перша відома згадка вулиці датується 14 лютого 1897 року. Тоді вулиця носила назву Семенівська.
З 25 жовтня 1921 року називається вулицею Шевченка.